# Trebles (singel MBrothera)
Trebles – singel polskiego producenta muzycznego MBrothera wydany w 2003 roku, a później umieszczony na albumie Just In The Mix.

## Lista utworów
- CDr, Maxi singel (2003)[2]

1. „Trebles (Ta Ta Ta)” (Extended Edit) – 5:41
2. „Trebles (Ta Ta Ta)” (Radio Edit) – 3:28
3. „Trebles (Ta Ta Ta)” (Mikko Re-mix) – 4:18
- Trebles 2013 (5 września 2013)[3]

1. „Trebles 2013” (Extended Edit) – 4:37
2. „Trebles 2013” (Radio Edit) – 3:19

- Trebles 2K18, CDr, Maxi singel (2018)[4]

1. „Trebles 2K18” (Alchemist Project EDM Remix)
2. „Trebles 2K18” (Arthur Lee Remix)
3. „Trebles 2K18” (Bernasconi & Belmond Edit)
4. „Trebles 2K18” (DJ Cargo Pump Radio Remix)
5. „Trebles 2K18” (DJ Combo & Sander-7 Remix)
6. „Trebles 2K18” (Frame 'PSY' Remix)
7. „Trebles 2K18” (Hollywood Remix)
8. „Trebles 2K18” (Hyperavers Remix)
9. „Trebles 2K18” (Jan3k Remix Edit)
10. „Trebles 2K18” (Lorchee & Milosz-B Remix Edit)
11. „Trebles 2K18” (Loyd Remix)
12. „Trebles 2K18” (Mad Dogs PL House Edit)
13. „Trebles 2K18” (Max Farenthide 2K9 Edit)
14. „Trebles 2K18” (Max-T Remix)
15. „Trebles 2K18” (NDA Remix)
16. „Trebles 2K18” (Power Base Remix)
17. „Trebles 2K18” (Raveboiz Remix)
18. „Trebles 2K18” (Roberto Bedross Radio Mix)
19. „Trebles 2K18” (Taito Remix Edit)
20. „Trebles 2K18” (Uche Fighter Remix)
21. „Trebles 2K18” (Waveshock Remix)
22. „Trebles 2K18” (Xoni United Remix)

## Teledysk
Teledysk do tej piosenki został nakręcony w 2004 roku i opublikowany na oficjalnym kanale YouTube wytwórni My Music w 2008 roku.

## Trebles 2013 i Trebles 2K18
5 września 2013 roku nakładem JPlanet Entertainment ukazał się singel „Trebles 2013”. A w 2018 roku (według jednej wersji - po śmierci Mikołaja) ukazał się singel „Trebles 2K18”. Spośród nich bardziej wyróżniał się „Trebles 2013”.